# Presidente de Yemen
El presidente de la República de Yemen es el jefe de Estado de Yemen.
Según la Constitución de Yemen, el presidente es también comandante supremo de las Fuerzas Armadas y jefe del Ejecutivo, presidiendo en Gobierno yemení. 
El primer presidente de Yemen fue Ali Abdullah Saleh, que tomó posesión el 22 de mayo de 1990, el día en que se produjo la unificación de Yemen del Norte y Yemen del Sur, como presidente del Consejo Presidencial. 
El presidente de jure de Yemen es Abd Rabbuh Mansur al-Hadi quien asumió el cargo el 25 de febrero de 2012. hasta el golpe de Estado en 2015 donde renunció. El 6 de febrero de 2015, los Houthis nombraron a Mohammed Ali al-Houthi presidente del Comité Revolucionario Yemení. Pero el 21 de febrero, Hadi regresó a su ciudad natal, Adén, donde afirmó seguir siendo presidente de Yemen y declaró a las decisiones tomadas por ese grupo como «inconstitucionales».

## Lista de jefes de Estado de laRepública de Yemen(1990-actualidad)
| Presidencia                                      | Presidente | Presidente                                  | Inicio del mandato   | Fin del mandato       | Partido                     | Vicepresidente                                                       | Vicepresidente |
| ------------------------------------------------ | ---------- | ------------------------------------------- | -------------------- | --------------------- | --------------------------- | -------------------------------------------------------------------- | -------------- |
| 1                                                |            | Ali Abdullah Saleh (1942-2017)              | 22 de mayo de 1990   | 27 de febrero de 2012 | Congreso General del Pueblo | Ali Salem al Beidh (1990-1994) Abd Rabbuh Mansur al-Hadi (1994-2012) |                |
| 2                                                |            | Abd Rabbuh Mansur al-Hadi (1945-)           | 7 de febrero de 2012 | 7 de abril de 2022    | Congreso General del Pueblo | Khaled Bahah (2015-2016) Ali Mohsen al-Ahmar (2016-2022)             |                |
| Presidente del Consejo de Liderazgo Presidencial |            |                                             |                      |                       |                             |                                                                      |                |
| 3                                                |            | Rashad al-Alimi (1954)                      | 7 de abril de 2022   | En el cargo           | Congreso General del Pueblo | Aidarus al-Zoubaidi (2022-presente)                                  |                |
| Presidente del Consejo Político Supremo          |            |                                             |                      |                       |                             |                                                                      |                |
| 1                                                |            | Mohammed Ali al-Houthi (de facto) (1979-)   | 6 de febrero de 2015 | 15 de agosto de 2016  | Hutíes                      | Vacante                                                              |                |
| 2                                                |            | Saleh Ali al-Sammad (de facto) (1979-2018)  | 15 de agosto de 2016 | 19 de abril de 2018   | Hutíes                      | Vacante                                                              |                |
| 3                                                |            | Mahdi al-Mashat (interino de facto) (1986-) | 25 de abril de 2018  | En el cargo           | Hutíes                      | Vacante                                                              |                |